# Metepeira galatheae
Metepeira galatheae är en spindelart som först beskrevs av Tord Tamerlan Teodor Thorell 1891.  Metepeira galatheae ingår i släktet Metepeira och familjen hjulspindlar. Inga underarter finns listade i Catalogue of Life.